# Tapinoma jtl-ls04
Tapinoma jtl-ls04 é uma espécie de formiga do gênero Tapinoma.